# Diocèse de Porto-Novo
Le diocèse de Porto-Novo (Dioecesis Portus Novi) est un diocèse de l'Église catholique au Bénin, dont le siège est à Porto-Novo, basé à la cathédrale Notre-Dame-de-l'Immaculée-Conception de Porto-Novo.

## Liste des ordinaires

### Vicariat apostolique
- 5 avril 1954-14 septembre 1955 : siège vacant

### Diocèse
- 14 septembre 1955-6 juillet 1958 : siège vacant
- 6 juillet 1958-1er janvier 1969 : Noël Boucheix

- 1er janvier 1969-21 septembre 1970 Bernardin Gantin, créé cardinal

- 21 septembre 1970-29 janvier 2000 : Vincent Mensah
- 29 janvier 2000-5 mars 2006 : Marcel Agboton (Marcel Honorat Léon Agboton), promu archevêque de Cotonou.
- 5 mars 2006-17 octobre 2012 : René-Marie Ehouzou, auparavant évêque d'Abomey.
  - 17 octobre 2012-19 décembre 2015 : Jean-Benoît Gnanbode
- depuis le 19 décembre 2015 : Aristide Gonsallo

## Territoire
Il comprend les départements du Plateau et d'Ouémé.

## Histoire
Le 5 avril 1955 est érigé le vicariat apostolique de Porto-Novo depuis le vicariat apostolique de Ouidah. 
Le 14 septembre 1955 il est élevé au rang de diocèse.
Le 5 avril 1963 est détaché le diocèse d'Abomey.

### Genèse du diocèse de Porto-Novo
Les historiens signalent des implantations missionnaires au Dahomey, plus précisément à Ouidah, en 1644, 1681, 1844, et 1849. Mais ces implantations resteront sans lendemain, parce que les évangélisateurs seront amenés à interrompre leur présence dans cette zone.

### 1861: le début de l’évangélisation sans rupture
L’évangélisation de l’actuel Bénin démarre, sans rupture jusqu’à nos jours, quand le pape Pie IX érige le « Vicariat apostolique du Dahomey » le 28 août 1860, et le confie à la Société des missions africaines (SMA), qui vient de naître à Lyon le 8 décembre 1856.
Deux prêtres SMA débarquent à Ouidah le 18 avril 1861. Mais le roi d’Abomey, Glélé, leur interdit tout prosélytisme auprès des autochtones : ils n’ont le droit de s’occuper que des familles portugaises et brésiliennes, déjà catholiques. Le P. Borghero a tenté, en vain, au cours d’un séjour à Abomey, d’obtenir du roi Glélé la permission d’évangéliser toute la population. Il le raconte dans une de ses lettres. Cette situation durera jusqu’en 1894. Pour pouvoir travailler hors du royaume du Dahomey, les missionnaires fondent des missions à Porto-Novo (1864) et à Agoué (1874). Les missions vont longtemps rester situées le long de la côte.

### Les premiers baptisés parlaient portugais
Dans les localités de Ouidah, Porto-Novo, Lagos ou Agoué, les Pères trouvent sur place une communauté de baptisés : des « Brésiliens », esclaves baptisés au Brésil, puis affranchis et rapatriés en Afrique. Entre eux, ceux-ci parlent portugais. Les Pères décident donc de choisir le portugais comme langue en usage dans l’Église du Dahomey… et dans les écoles ouvertes par les missionnaires. Cela provoque de nombreux palabres avec les officiers de la Marine nationale qui font pression, à chacune de leurs escales, pour qu’on adopte le français.

### L’implantation à Porto-Novo en 1864
C’est le 4 avril 1864 que le P. Francesco Borghero prend possession du terrain concédé à la mission catholique de Porto-Novo par le roi Sodji et par son successeur Mèkpon. Le P. Noché se hâte d’y construire une clôture et une chapelle. Ne trouvant aucun manœuvre pour l’aider (car ceux-ci craignent la colère des « Olorisha de Shango »), il fait le travail lui-même, s’expose aux ardeurs du soleil… et meurt le 1er juillet 1864. Il avait 30 ans et avait débarqué en Afrique six mois plus tôt.

### En 1868, les Sœurs arrivent à Porto-Novo
Ces « Brésiliens » tiennent à ce que leurs garçons et filles aillent à l’école. Les Pères ouvrent donc très vite une école de garçons à Porto-Novo (où on enseigne en portugais). Et ils demandent à leur Supérieur général à Lyon de leur envoyer des Sœurs pour s’occuper des femmes. Quatre Sœurs Franciscaines de la Propagation de la Foi (de Couzon sur Saône) arrivent à Porto-Novo le 14 mars 1868 : ce sont les premières religieuses que reçoit le pays. Elles ouvrent immédiatement une école pour les filles et un dispensaire.

### En 1896, Porto-Novo compte plusieurs associations actives
En 1896, Mgr Pellet, vicaire apostolique de Lagos, vient donner la confirmation à Porto-Novo. Il envoie un compte rendu de sa visite au P. Planque, Supérieur général des Missions Africaines à Lyon. Il écrit : « Porto-Novo, capitale de la colonie du Dahomey, a une population de 25.000 habitants. Nos catholiques sont au nombre de 1.600. Dernièrement, le P. Radaëlli s’est vu obligé d’agrandir l’église. Il l’a embellie en même temps. Avec sa nouvelle façade, elle ne manque pas d’une certaine élégance. Bien que ses dimensions aient été doublées, cette église se remplit chaque dimanche de fidèles à chacune des deux messes, et le soir, au salut. […] Bon nombre de personnes font la communion fréquente. Plusieurs viennent entendre la messe tous les jours en se rendant à leur travail. La Congrégation des Enfants de Marie est nombreuse et marche bien. Une association de jeunes gens, sous le vocable du Très Pur Cœur de Marie, est également prospère. Elle compte 42 membres, tous très réguliers. Nos deux écoles [celle des garçons et celle des filles] sont fréquentées par 400 élèves. Vous le voyez, je n’ai que de bonnes nouvelles à vous donner de Porto-Novo. »
Dans la même lettre, Mgr Pellet continue : « Une autre nouvelle qui vous fera plaisir : à cent kilomètres au nord de Porto-Novo se trouve la ville de Kétou, capitale d’un petit royaume du même nom. La ville a environ huit mille habitants. Elle est sous le protectorat de la France. Dernièrement le roi de Kétou nous a fait dire qu’il nous priait d’aller nous établir chez lui, afin d’apprendre aux vieux le bon chemin et aux jeunes le langage des livres. Il s’engage à faire faire par ses gens les constructions nécessaires à notre installation. Il est fâcheux que nos ressources actuelles ne nous permettent pas de profiter dès maintenant des bonnes dispositions du roi et de répondre de suite à son invitation». 

### En 1897, une mission est ouverte à Kétou
Des ressources se présentent, suffisantes pour qu’on puisse ouvrir, dès 1897, une mission à Kétou. Une ville qui a eu un grand passé… Le P. Antonin Gautier y fera bientôt allusion : « Kétou, ou mieux Ikétou, qu’on pourrait traduire par "le pays de l’ivoire" à cause de ses éléphants, était jadis une grande et belle ville de quinze à vingt mille habitants, capitale d’un puissant royaume qu’on appelait aussi Kétou. Depuis les brigandages de feu Béhanzin, cette grandeur est en décadence, et actuellement la ville ne compte guère que trois à quatre mille âmes . »
Le P. Gautier informera plus tard sur les activités de la mission de Kétou (en 1909) : « Nous nous occupons de garçons de douze à seize ans que les parents païens nous confient, et à qui nous nous appliquons à donner une éducation chrétienne tout à fait complète. Pour y arriver, nous les prenons avec nous à la mission ; ils vivent, couchent et mangent à la mission. […] C’est là l’œuvre belle et pleine d’avenir à laquelle je voudrais si bien aujourd’hui intéresser quelque personne pieuse. Actuellement, nous avons vingt-cinq de ces enfants. Tous sont gais, intelligents, d’un bon esprit. […] J’espère que mon premier appel en faveur de ces chers enfants ne sera pas vain. » S’il écrivait, c’est parce qu’il avait besoin d’aide !

### En 1901,Adjarrareçoit sa mission
En 1901, apparaît une nouvelle station : celle d’Adjarra. Le P. Adrien Bauzin, qui en sera le supérieur en 1906, raconte : « Vers la fin de 1901, le Révérend Père Bel prenait son bâton de voyageur et s’acheminait vers Adjara, village important situé à 10 kilomètres à l’est de Porto-Novo. Il avait reçu de Mgr Dartois, notre […] Vicaire apostolique, l’ordre d’y fonder une station. » Et là, sur un terrain donné par Toffa, le roi de Porto-Novo, il construisit « le premier immeuble qui servait à la fois d’habitation au missionnaire, au maître d’école indigène, de sacristie, de chapelle et de dortoir pour les enfants . » C’est pour pouvoir nourrir ses garçons (qui atteignent le nombre respectable d’une cinquantaine) et pour construire une chapelle (car jusqu’à présent c’est le dortoir des garçons qui sert de chapelle !) que le P. Bauzin écrit son article et demande qu’il soit publié en France, afin de lui trouver des bienfaiteurs.

### Après l’internat, le patronage
Mais on ne peut pas augmenter indéfiniment le nombre des internes ! Il faut trouver un moyen pour atteindre les enfants qui vivent dans leur famille : c’est le « patronage », une formule qui a fait ses preuves en Italie et qui s’est répandue dans toute l’Église. Cela consiste à fournir aux jeunes un ballon de foot ou de basket, ou divers autres jeux. En 1912, le P. Lieutaud, supérieur de la mission de Kétou, fera connaître son désir d’utiliser cette méthode nouvelle et de rassembler les jeunes du village au sein d’un « patronage » : « Pour qu’il fonctionne [le patronage] et tue l’oisiveté, il faut des jeux. Que peuvent coûter un ballon, des quilles, des boules, des lotos, des dominos   ? » Il connaissait bien les jeux qui étaient susceptibles d’intéresser les jeunes… mais il lui manquait l’argent pour se les procurer !

### En 1910 à Porto-Novo: des confréries ferventes
En 1910, le P. Barril qui est vicaire à Porto-Novo est témoin de la ferveur religieuse des chrétiens dont plusieurs se regroupent dans des confréries. Ces confréries favorisent une vie spirituelle fervente et une charité fraternelle se traduisant par des services rendus. Il envoie à  l’Echo des Missions Africaines  une description de ce qu’il observe : « Deux jeunes personnes de Porto-Novo ont poussé leur amour pour Notre Seigneur et leur dévouement pour l’évangélisation des vieillards jusqu’au don d’elles-mêmes. Depuis moins d’un an, près de cent vieillards ont reçu leurs visites, leurs soins, ont entendu parler du Sauveur du monde . »

### 1910: Les débuts de la congrégation OCPSP
Ces « deux jeunes personnes » s’appellent Julia Nobre, 27 ans, blanchisseuse et dentellière, et Valentine Carvalho, boulangère. Elles sont venues demander au P. Barril : « Si l’on ne veut pas se marier, n’est-il pas possible de faire choix d’un autre état de vie », en d’autres mots, de se consacrer à Dieu et de vivre comme une religieuse ? Le P. Barril  les a encouragées à suivre cette vocation et, le 18 mars 1911, elles ont commencé à vivre sous un même toit, lançant ainsi les bases de la première congrégation religieuse autochtone du Dahomey, qui s’appellera bientôt : Oblates catéchistes Petites Sœurs des Pauvres (OCPSP) .

### 1919-1927: quand le P. Aupiais était supérieur de la mission de Porto-Novo
Parmi les supérieurs de la mission de Porto-Novo, l’un des plus célèbres est le P. Francis Aupiais. Il y a servi de 1903 à 1926 (avec une interruption, de 1915 à 1918 : c’est la Grande Guerre en Europe, il est mobilisé à Dakar). De 1903 à 1915, il est enseignant à l’école de la mission. Il va aussi dire la messe dans les villages des alentours et découvre, avec admiration, le mode de vie traditionnel. À son retour à Porto-Novo, en 1919, Mgr Steinmetz, vicaire apostolique du Dahomey, le nomme supérieur de la mission de Porto-Novo et en fait son vicaire général. 
Le P. Aupiais contribue à rendre solennelle et populaire la fête de l'Épiphanie, avec des tableaux vivants, des dialogues et des chants : il collabore avec Zounon, « le roi de la nuit » et conteur réputé, pour en fixer les textes. C’est aussi lui qui lance la procession de Sainte Jeanne d’Arc à travers la cité (celle-ci a été canonisée en 1920) : Jeanne d'Arc, portant une armure en carton, juchée sur un cheval, entraîne derrière elle tous les corps constitués de la ville. Le P. Aupiais lance aussi le bulletin La Reconnaissance Africaine, qui sera rédigé par plusieurs instituteurs et grands séminaristes dahoméens.
En 1926, il lance la construction de la nouvelle église. Il rentre en France, en congé et pour quêter pour cette église. Il se lance dans des conférences dans lesquelles il explique certaines coutumes et montre la cohérence de la culture traditionnelle. Il va être choisi comme premier Provincial de Lyon de la Société missionnaire à laquelle il appartient. Le 21 octobre 1945, il est élu à l’Assemblée constituante pour représenter le Dahomey-Togo. Il meurt le 14 décembre 1945. En signe de gratitude, la paroisse Notre-Dame de Porto-Novo a érigé, dans sa cour, un buste en bronze noir.

### En 1937, Azowlissé reçoit sa mission
En 1937, on voit apparaître une nouvelle station à Azowlissè. C’est un prêtre originaire du village qui va en être le premier supérieur… et pour longtemps ! Il va le rester jusqu’en 1970. Celui-ci présente les méthodes de pêche traditionnelle qui apportent au village une certaine aisance : « Vers la mi-octobre, au moment du retrait des eaux, des barrages sont posés pour retenir une partie des poissons que le fleuve ramène dans son lit. C’est le moment des grandes captures qui ne durent qu’une dizaine de jours, car le fleuve se retire très vite. […] Dans les champs, les propriétaires creusent des trous pour retenir une partie des eaux du fleuve où le poisson se cache et sera capturé entre décembre et mars, saison où il devient rare et cher . »
Puis il dévoile les efforts déjà entrepris par la mission pour évangéliser le village : « Le R. P. Aupiais, à la suite du R. P. Bauzin, fondateur de la mission d’Adjohon, a essayé d’évangéliser Azooulissé. Les Pères Fechter et Cleyet-Marel y ont aussi travaillé. Mais c’est sous la direction du Père Bothua que cette mission a pris un rapide essor. […] Avant que le P. Bothua prît le bateau en avril 1937 [pour rentrer en congé], Mgr Parisot avait créé un nouveau district, et le 19 mars, je reçus mon affectation à cette nouvelle mission  . »

### La mission centrale d’Azowlissé s’entoure de stations secondaires
L’abbé Adeyemi va servir dans cette mission pendant longtemps, et il organise la vie chrétienne autour de sa mission : « Le district d’Azooulissé a de nombreuses stations secondaires, plus de trente, qui s’échelonnent sur une distance de 50 km, depuis Avagbodjé jusqu’à Gbédé. Tous les quinze jours, les dimanches coïncidant avec les jours de marché, il y a la messe à Dangbo pour les 14 villages environnants. La chapelle est alors pleine à craquer, et il y a plus de monde autour que dedans. Tous les quinze jours, la messe est dite à Adjohon vers 10 heures et demie pour permettre aux fidèles de ce village, dont un grand nombre est fonctionnaire ou manœuvre à l’Administration, de remplir son devoir religieux  . »

### 1940: Ste Anne de Porto-Novo (Attaké)
Qui se rappelle qu’ici se trouvait un village de pêcheurs ? Quand le P. Bothua s’y rend, en 1949, il écrit : « Plus de six mille personnes [vivent] dans ce village. […] Quelle simplicité chez ces pêcheurs, vivant loin de la poussière des routes et des bruits de la ville. Les [enfants] les plus petits sont déjà passés maîtres ès-navigation. Le lancement du filet, la conduite d’une barque n’ont plus de secrets pour eux. » Et il souligne que, pour y construire une chapelle « en dur », « tout doit venir de loin et être amené à pied d’œuvre en barque . »
Qu’on se rassure : l’église est prête pour accueillir un fils de la paroisse, l’abbé Lazare Shanu qui vient y célébrer sa première messe… suivie, bien sûr, des danses et d’un repas au cours duquel « les discours se signalent par la délicatesse de leurs félicitations, de leurs sentiments de reconnaissance où nous admirons des souvenirs vivants de la vie du jeune prêtre . » Un motif semblable se répète deux ans plus tard : l’abbé Antoine Dossou vient célébrer sa première messe, le 30 juillet « qui coïncide avec la fête de Ste Anne, patronne de la paroisse d’Ataké . » L’année suivante, Mgr Parisot vient présider la fête patronale et remet la médaille  Bene merenti  à MM. Michel Padonou et Moïse Migan, qui se sont longtemps dévoués au service de cette paroisse .

### 1942: une mission àSakété
Le village de Sakété recevait, depuis 1918, la visite des Pères de Porto-Novo, qui y venaient à bicyclette. Les premiers baptêmes datent de 1921. Un événement va hâter l’implantation d’une mission dans cette localité : les Sœurs Notre-Dame des Apôtres choisissent en 1942 d’y établir leur noviciat pour y former les candidates dahoméennes. Il leur faudra un prêtre pour leur célébrer la messe chaque jour… Mgr Parisot y implante donc une mission. Les Pères Gros, puis Barrotin y résideront .

### 1947: une mission à Pobé
C’est le 4 juillet 1947 que Mgr Parisot crée une mission dans cette localité (ou plutôt redonne vie à une mission qui avait existé en 1918). Le 17 août suivant, en la fête de sainte Claire, patronne de cette mission, le R. P. van Leuven célébra la « messe au cours de laquelle l’abbé Ignace Faly, diacre, qui était pour quelques jours l’hôte de la paroisse prononça en français d’abord, puis dans une langue Yoruba de pure source, un sermon très remarquable. » L’après-midi, une procession est organisée à travers le village avec une statue de… Marie, car on n’en possède pas encore une de sainte Claire. «Oui, ils étaient plus de mille, les chrétiens de Pobé qui défilèrent dans le village. […] Le même jour, 17 août, le chef et les notables de Pobé ont fait don à la mission d’un magnifique terrain de 3 hectares, situé à l’entrée de la ville, le long de la route Sakété-Pobé. C’est là que le père devra faire élever tous les bâtiments d’une grande mission . »

### 1953: StFrançois Xavierde Porto-Novo (Foun-Foun)
Lorsque la mission a été érigée, elle disposait d’un terrain… destiné à la « future église ». Mais le supérieur de la station, le P. Zerringer décida de commencer par le plus urgent : « Grâce à son zèle éclairé, grâce au charitable concours des paroisses Notre-Dame et Sainte-Anne, les trois classes prévues pour la rentrée prochaine sont presque achevées et garnies de quelques bancs. Puissions-nous commencer bientôt la construction de l’église et du presbytère ! », écrit E. Hounsinou. Et le 6 décembre 1953, Mgr Parisot vient bénir solennellement la première cloche… alors que les fondations de l’église ne sont toujours pas posées ! Pour recueillir des fonds, on profite de cette visite de Mgr pour faire une vente de charité : « Aux stands bien achalandés, les vendeuses se dévouèrent avec une grâce charmante » rapporte le chroniqueur. 
Mais il est urgent d’édifier un lieu de culte, même provisoire. En décembre 1953, c’est chose faite : « Le dimanche 4 décembre, en la solennité de St François Xavier,  patron de la nouvelle paroisse, Mgr Parisot a béni la chapelle provisoire . La jeune paroisse est bientôt confiée aux Franciscains : « Deux Pères Franciscains viennent de s’installer à Porto-Novo : ils auront la charge de la paroisse St François-Xavier, ils s’occuperont aussi des étudiants. »

### 1954: Porto-Novo devient le siège d’un vicariat apostolique
Les chrétiens deviennent donc nombreux dans cette région. Ils dépendent du vicaire apostolique de Cotonou, qui est alors Mgr Parisot. Celui-ci vient de temps à autre les visiter et leur donner la confirmation. Il constate que dans la partie orientale de son vicariat, c’est-à-dire dans le futur vicariat puis diocèse de Porto-Novo, les catholiques sont déjà assez nombreux pour justifier qu’on mette un évêque à leur disposition : en 1954, le territoire du futur diocèse était peuplé de 380.000 habitants, dont 40.000 catholiques. Il comprend qu’ils seront mieux pris en charge si un évêque habite parmi eux. Il demande donc au pape Pie XII de détacher la partie orientale de son vicariat apostolique pour en créer un nouveau, dont le siège sera à Porto-Novo. Comme nous l’avons écrit au début de cet article, le pape Pie XII accède à sa demande et crée ce vicariat le 5 avril 1954.
Mais pendant plusieurs années, ce vicariat va rester vacant, sans titulaire. Des obstacles à cette nomination ont dû apparaître : laissons aux historiens le soin de les faire connaître.

### Érection du diocèse: 14 septembre 1955
Comme nous l’avons indiqué, ce 14 septembre 1955, le Pape met fin à la structure provisoire des « vicariats apostoliques », qui a duré tout le temps des missions (depuis le XVIIe siècle). Or Porto-Novo s’est vu doter d’une telle structure le 5 avril 1954. Dans les « territoires de mission », le véritable évêque, c’était le pape lui-même. Mais celui-ci déléguait un « vicaire apostolique » pour faire le travail en son nom (d’où le nom de vicaire). Ce vicaire apostolique recevait l’ordination épiscopale (on disait à cette époque : la consécration) : il avait donc les mêmes « pouvoirs sacramentels » que tous les évêques du monde. Mais ses pouvoirs de gouvernement étaient plus restreints que ceux d’un évêque résidentiel : il devait souvent en référer au pape.
Le vicariat apostolique de Porto-Novo profite de la mesure générale que décide le pape Pie XII en faveur de la plupart des vicariats apostoliques de l’Afrique Occidentale Française : il les fait accéder au niveau d’évêché résidentiel. Et les vicaires apostoliques deviennent évêques résidentiels.

### L’épiscopat deMgrNoël Boucheix (1958-1969)
Mgr Noël Boucheix est nommé, par le pape Pie XII, premier évêque de Porto-Novo le 6 juillet 1958. Il avait servi à la mission Porto-Novo comme vicaire de 1931 à 1937, avant de devenir vice-provincial et provincial des Missions Africaines à Lyon, en France. Puis il avait été nommé vicaire apostolique d’Héliopolis, en Égypte le 11 mars 1953. Il avait reçu l’ordination épiscopale (on disait alors : la consécration) le 10 juin 1953. Transféré à la tête de Porto-Novo, il y est intronisé le 11 décembre 1958.
C’est lui qui va créer les paroisses de Dekin-Afio (1959), de Banigbe (1960), du Sacré-Cœur de Porto-Novo (Ouinlinda) (1965), de Missérété (1968), d’Hondji (1969).
En 1969, âgé de 69 ans, il présente sa démission au pape, qui l’accepte.

### L’épiscopat deMgrVincent Mensah (1970-2000)
Le pape Paul VI nomme Mgr Mensah évêque de Porto-Novo le 21 septembre 1970. Celui-ci va diriger ce diocèse pendant 29 ans. Parce que son diocèse fournit un bon nombre de prêtres, il va pouvoir ouvrir de nombreuses paroisses : St Pierre et St Paul de Porto-Novo (Kandevie, 1970), Affame (1972), Kessounou (1972), Ita-Djebou (1981), St Antoine de Padoue d’Ekpé (1982), Gbodje (1988), St Michel d’Avrankou (1989), Tokpota (1992), Idigny (1996), Malanwi (1998).
Arrivant à l’âge de 75 ans, il présente sa démission au pape Jean-Paul II, qui l’accepte le 29 janvier 2000.

### L’épiscopat deMgrMarcel Agboton (2000-2005)
Le pape Jean-Paul II nomme Mgr Marcel Agboton évêque de Porto-Novo le 29 janvier 2000. Celui-ci ne va passer que cinq ans à la tête de ce diocèse, mais il ouvre, lui aussi, de nombreuses paroisses : St Sacrement d’Agblangandan (2002), Vakon (2002), Tchaada (2002), Aguegues (2003), Ste Anne d’Agbalilame (2003), St Paul de Dowa (2003), Atchoukpa (2003), Kout (2004).
Le 5 mars 2005, le pape Jean-Paul II le transfère à Cotonou, en qualité d’archevêque.
En 2006, on voit la création des paroisses de Krake, Gbozounmé, Ifangni : très vraisemblablement, elles ont été programmées par Mgr Agboton pendant les années qu’il a passées à la tête du diocèse.

### L’épiscopat deMgrRené-Marie Ehuzu(2007-2012)
Le pape Benoît XVI nomme Mgr René-Marie Ehouzou évêque de Porto-Novo le 3 janvier 2007.
Le quadrillage paroissial du diocèse est suffisamment dense pour que le nouvel évêque n’ouvre aucune nouvelle paroisse : il maintient en vie les paroisses qu'il a héritées de ses prédécesseurs. 
Il meurt le 17 octobre 2012. 
Le siège reste vacant jusqu'à la nomination de Mgr Aristide Gonsallo le 24 octobre 2015. Mais de 2012 à 2015, Le Père Jean-Bénoît Gnambode fut Administrateur Apostolique à la tête du diocèse.

### Article lié
- Religion au Bénin